# زیردریایی یو-۷۱۶
زیردریایی یو-۷۱۶ (به انگلیسی: German submarine U-716) یک زیردریایی است که طول آن ۶۷٫۱ متر (۲۲۰ فوت ۲ اینچ) می‌باشد. این زیردریایی در سال ۱۹۴۳ ساخته شد.